# مارسيلو سيرينو
مارسيلو سيرينو (بالبرتغالية: Marcelo Cirino da Silva‏) (مواليد 22 يناير 1992) في مارينغا في البرازيل لاعب كرة قدم برازيلي يجيد اللعب في الجناح الأيمن مع أتلتيكو باراناينسي .
لعب سابقاً لأندية أتلتيكو بارانينسي وفيتوريا و فلامينغو وإنترناسيونال و وقع مع نادي النصر عام 2017 و بعدها إنتقل إلى أتلتيكو باراناينسي.

## روابط خارجية
- مارسيلو سيرينو على موقع قاعدة بيانات كرة القدم.إي يو (الإنجليزية)
- مارسيلو سيرينو على موقع Soccerway.com (الإنجليزية)